# 왕수
왕수(王水, 라틴어: aqua regia 아쿠아 레기아[*])는 진한 염산과 진한 질산을 3:1로 섞은 용액이다. 금이나 백금 등의 귀금속을 녹인다.

## 화학적 성질

### 제조
왕수는 다음과 같은 화학 반응을 통해 형성된다.
HNO3(aq) + 3 HCl(aq) → NOCl(g) + Cl2(g) + 2 H2O(l)
제조 직후에는 무색 투명하지만 몇 초 내에 주황빛으로 색이 변하고, 반응시 염소 기체가 발생해 특유의 자극적인 냄새를 풍긴다.
만약 염산과 질산이 화학적으로 반응하지 않고 성분만 섞인 용액으로 존재했더라면 금을 녹이지는 못했을 것이다. 그러나 왕수가 웬만한 강산(염산, 황산, 질산 등)에도 잘 녹지 않는 금이나 백금 등의 귀금속을 녹일 수 있는 이유는 매우 강력한 산화제인 염화 니트로실(NOCl)이 작용하기 때문인데, 왕수를 100 °C 이상으로 가열하면 염화 니트로실에 의해 이리듐, 로듐, 탄탈럼마저 녹여버릴 수 있을 정도로 매우 강력한 산화 용해성을 지닌다.
하지만 시간이 지나면서 염화 니트로실이 증발함에 따라 왕수는 그 효력을 잃기 때문에, 사용할 때마다 새로 조제해서 사용한다.

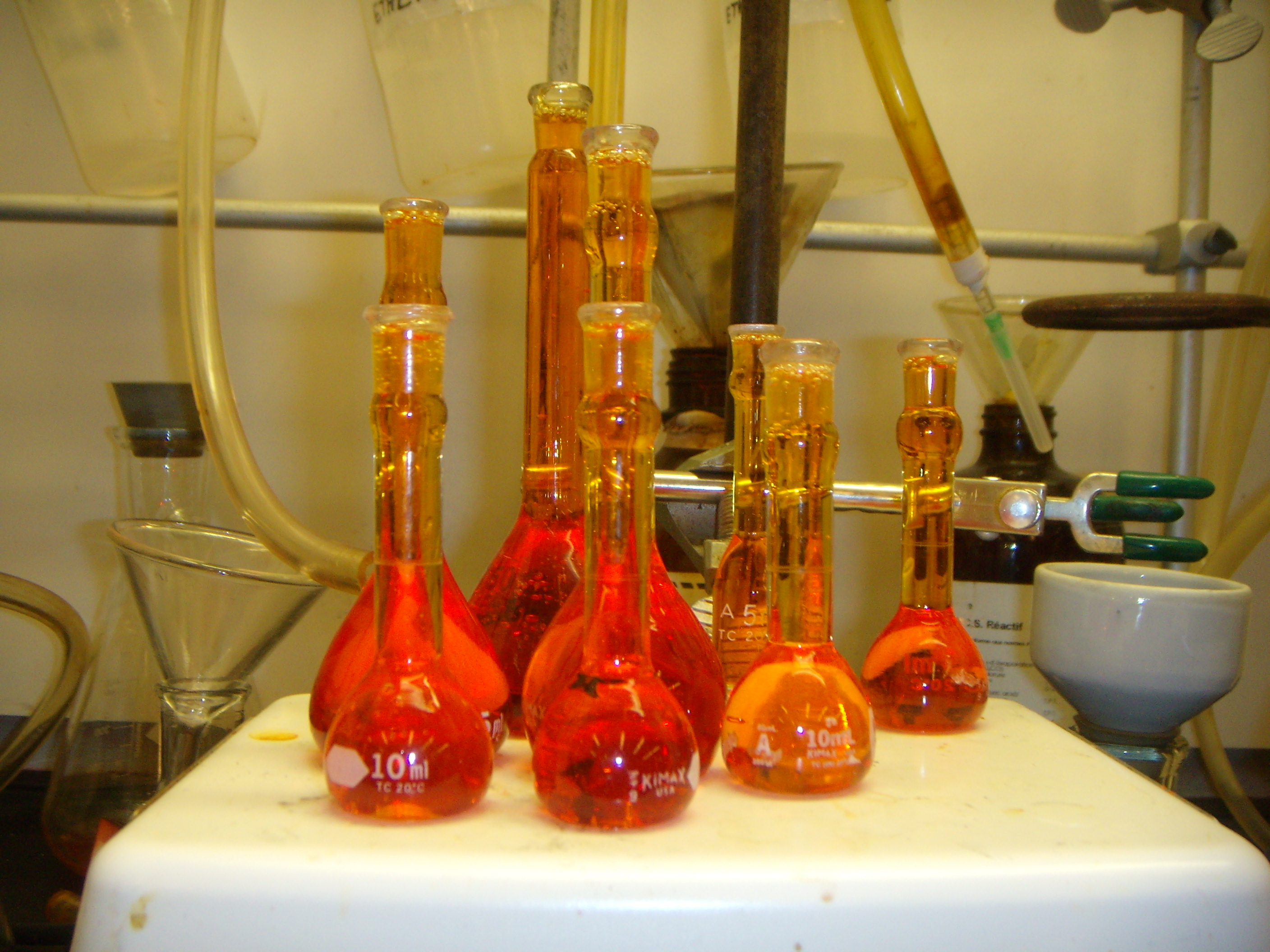
금속염의 침전물을 제거하기 위해 갓 제조된 왕수

또한 염화 니트로실은 평형 제한적으로 일산화 질소와 염소 기체로 해리될 수 있으며, 해리된 일산화 질소는 공기중의 산소와 반응하여 미량의 이산화 질소를 형성하기도 한다.
2 NOCl(g) → 2NO(g) + Cl2(g)
2 NO(g) + O2(g) → 2 NO2(g)

### 금과의 반응
강력한 산화제인 질산은 금을 용해시켜 금 이온(Au3+)을 만들고, 염산은 양성자(H+)와 염화 이온(Cl-)으로 해리되어 금 이온과 반응해 염화 금산을 형성한다. 이러한 염산과의 반응은 용액으로부터 금 이온을 제거하고 금의 추가 산화가 일어날 수 있게 해준다. 반응식은 다음과 같다.
Au + 3 HNO3 + 4 HCl ⇌ AuCl4- + 3 NO2 + H3O+ + 2 H2O
또는
Au + HNO3 + 4 HCl ⇌ AuCl4- + NO + H3O+ + H2O
금이 녹아있는 왕수를 끓여서 증발시키면 고체상태의 염화 금산을 얻을 수 있다. 순수한 상태의 금을 얻고자 할 경우에는 이산화 황, 하이드라진, 옥살산 등으로 환원시킬 수 있다. 이산화 황을 통한 반응식은 다음과 같다.
2 AuCl4-(aq) + 3 SO2(g) + 6 H2O(l) → 2 Au(s) + 12 H+(aq) + 3 SO42- + 8 Cl-(aq)

### 백금과의 반응

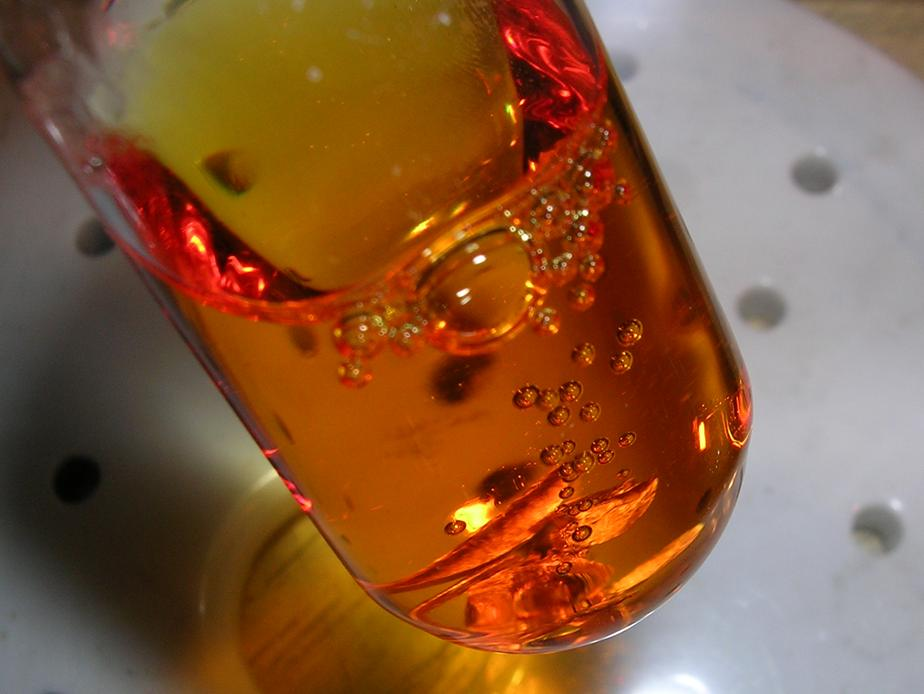
백금 조각이 왕수 속에서 기포를 내뿜고 있다.

실제 실험에 근거하여, 백금과의 반응은 금에 비해 훨씬 더 복잡하다. 금과 마찬가지로 반응에서 일산화 질소와 이산화 질소가 생성된다.
Pt(s) + 4 NO3-(aq) + 8 H+(aq) → Pt4+(aq) + 4 NO2(g) + 4 H2O(l)
3 Pt(s) + 4 NO3-(aq) + 16 H+(aq) → 3 Pt4+(aq) + 4 NO(g) + 8 H2O(l)
산화된 백금 이온은 다음과 같이 염화 이온과 반응하여 염화 백금산 이온(IV)(PtCl42-)을 만든다.
Pt4+(aq) + 6 Cl-(aq) → PtCl62-
초기 반응에서는 사염화 백금산(IV)(H2PtCl4)과 염화 니트로소 백금((NO)2PtCl4)이 만들어진다. 백금을 완전히 용해시켜야 하는 경우 고농도의 염산으로 잔류 부산물들을 여러 번 제거해야된다.
2 Pt(s) + 2HNO3(aq) + 8 HCl(aq) → (NO)2PtCl4(s) + H2PtCl4(aq) + 4 H2O(l)
또는
(NO)2PtCl4(s) + 2 HCl(aq) ⇌ H2PtCl4(aq) + 2 NOCl(g)
염소 기체를 사염화 백금산(IV)용액에 포화시킨 뒤 가열하면 육염화 백금산(VI)(H2PtCl6)을 얻을 수 있다.
H2PtCl4(aq) + Cl2(g) → H2PtCl6(aq)

#### 반응시의 침전물

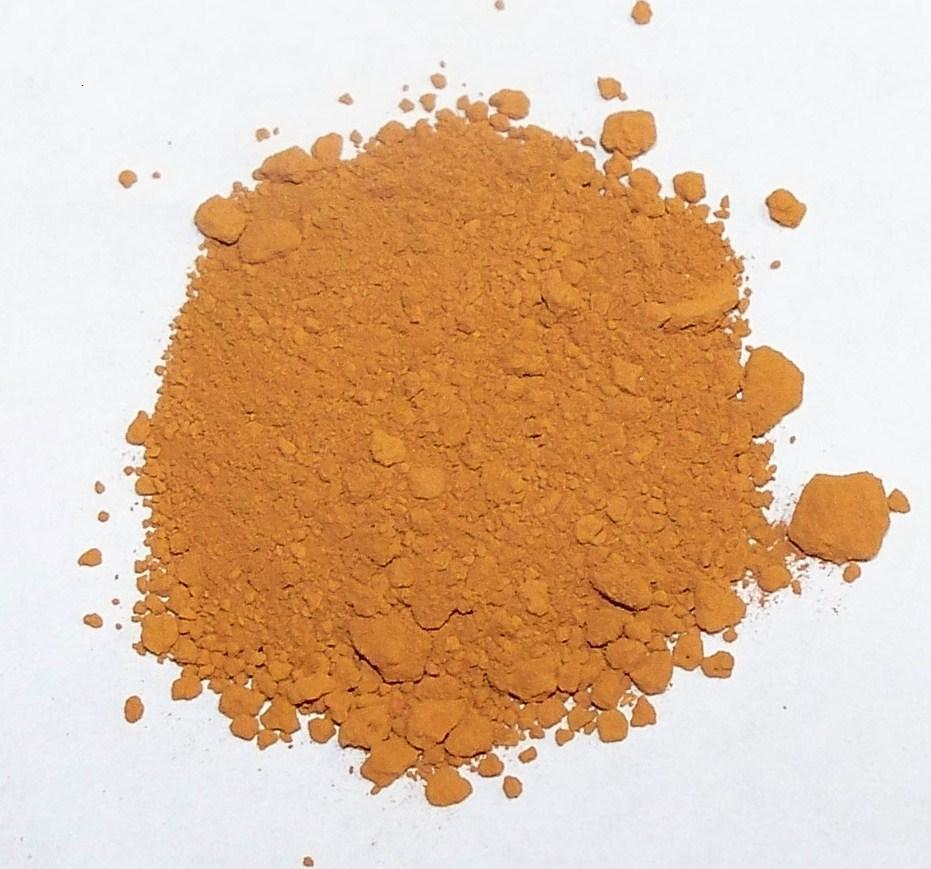
왕수를 이용한 화학 정제 공정에서 산출되는 순금 침전물

백금족 원소들이 왕수에서의 용해를 통해 정제될 때, 염화철(II)로 처리함으로써 금이 가라앉게 된다.
염화 백금의 생성 과정에서 남은 백금은 염화 암모늄을 첨가하여, 불용성인 염화 백금산 암모늄(IV)으로 환원시켜 분리할 수 있다. 이것을 가열하면 순수한 백금을 얻을 수 있다.
3 (NH4)2PtCl6 → 3Pt + 2 N2 + 2 NH4Cl + 16 HCl
석출되지 않은 염화백금산(VI) 이온은 아연으로 환원시켜 순수한 백금을 추출한다. 이러한 방법은 실험의 잔류물에서 적은 양의 백금을 추출하는 데 적합하다.
다음 3개의 사진은 백금으로 만들어진 소비에트 공화국의 기념 동전이 왕수에 의해 4일에 걸쳐 녹고 있는 모습이다.

### 주석과의 반응
왕수는 주석과 반응하여 주석의 가장 높은 산화 상태인 염화 주석(IV)을 형성한다.
4 HCl + 2 HNO3 + Sn → SnCl4 + NO2 + NO + 3 H2O

## 용도
- 주로 순도 99.999% 이상의 초고순도 금을 정제하기위한 볼휠 공정의 전해질인 염화 금산을 제조하는 데 사용된다.

- 왕수에 녹지 않는 물건에는 광택을 내는 용도로 사용된다.

- 백금 광석에서 주로 산출되는 오스뮴과 이리듐을 분리하는데 사용된다.

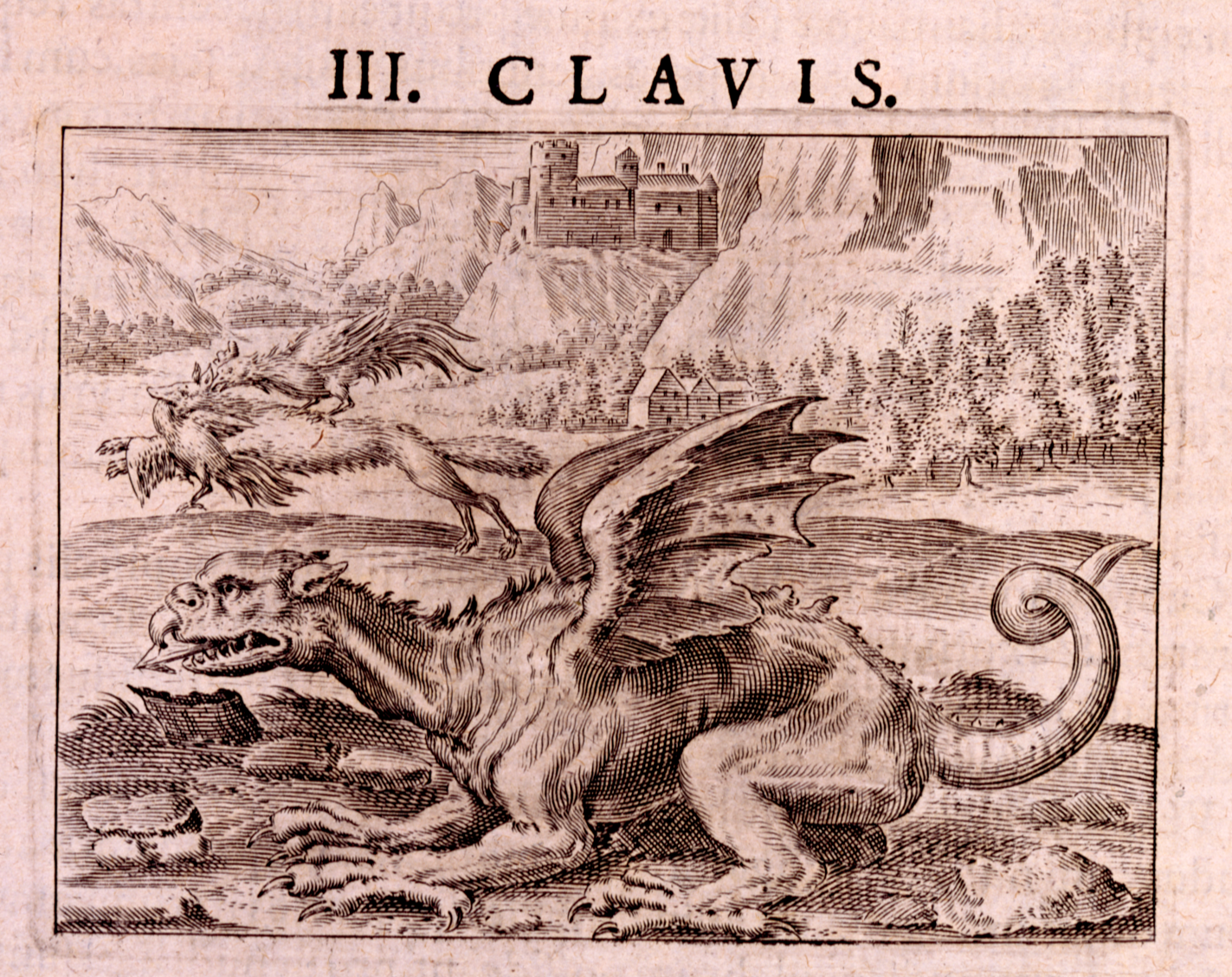
바질 발렌타인의 열 두 가지 열쇠의 세 번째 내용에 나와있는 그림.

## 역사
- 왕수는 무함마드 이븐 자카리야 알라지(854-925)와 같은 이슬람 연금술사의 작품에서 처음 언급되었고,[4] 나중에 중세 유럽의 연금술사 가짜 게버의 저작에 처음 기록되어있다.[5]
- 바질 발렌타인의 열 두 가지 열쇠(1678년)의 세 번째 내용에서는 전경에 있는 용과 배경에 수탉을 먹는 여우의 모습을 보여준다. 그의 그림에서 수탉은 일출, 태양, 금을 상징하며 여우는 그 닭을 잡아먹는(금을 녹이는) 왕수를 나타낸다. 내용에 포함되어있는 문장인 '수탉을 먹는 여우를 먹는 수탉'을 해석해보면 반복적인 용해와 가열은 플라스크 내부에 염소 기체가 축적되게 한다는 의미이다. 그 후 금은 염화 금(III)의 형태로 결정화되는데, 그 붉은 결정은 용의 피인 것으로 언급되어 있다. 1890년대 이전까지 반응이 한 번 더 보고된 적은 없다.[6]
- 1789년 프랑스의 화학자 라부아지에는 왕수를 '나이트로 뮤리아틱산'이라 불렀다고 한다.[7]

## 안전성
- 초강산이지만 유리는 녹이지 못하기 때문에, 사용할 때는 유리 실험도구에 넣어서 사용한다.

- 일부 실험실에서는 왕수가 유리관 내벽에 들러붙어있는 유기 화합물 및 금속 입자를 제거하는 데 사용된다. 이러한 방법은 NMR 튜브를 청소하기 위해 보다 전통적인 크로뮴산을 이용한 세척 방법보다도 선호되는데 그 이유는 튜브 내벽에 남아있는 크로뮴의 상자성이 유해 방사선을 차단해주지 못하는 데다가,[8] 독성이 강하고 폭발 가능성이 있기 때문에 크로뮴산을 이용한 튜브 세척은 잘 권장되지 않는 편이다. 그러나 왕수는 그 자체로도 부식성이 강하며 취급 부주의로 인해 폭발이 발생했던 사례가 여러 번 있다.

- 왕수의 성분들 사이의 반응으로 빠르게 분해되기 때문에 왕수는 신속하게 효과를 잃게 된다(아직 강한 산으로서는 남아 있음). 따라서 성분은 일반적으로 제조 직후에만 혼합된다.
- 왕수를 사용 후 폐기시킬 때에는 염기성 용액으로 조심스럽게 중화시켜 폐기해야 하고, 금속에 의한 오염이 있을 경우에는 중화된 용액을 수집하여 폐기해야 한다.[9][10]

## 일화
2차 세계대전 당시 독일이 덴마크를 침공했을때, 헝가리의 화학자 죄르지 헤베시는 노벨 물리학상을 받은 독일인들인 막스 폰 라우에와 제임스 프랑크의 노벨상 메달을 왕수에 녹여서 나치가 압수해가는 것을 막았다. 당시 독일 정부는 1935년에 감옥에 있던 평화 운동가 카를 폰 오시에츠키가 노벨상을 받게 된 이후, 독일인들이 노벨상을 받거나 받은 것을 가지고 있는 것을 전면 금지했다. 헤베시는 노벨상 메달을 녹인 용액을 닐스 보어 연구소에 있는 자기 시약 선반에 보관했고, 백 개가량 되는 일반 화학 시약병 중 하나에 노벨상과 금이 들어있을 것이라고는 생각하지 못한 나치 병사들의 검열을 피할 수 있었다. 전쟁이 끝난 후 헤베시는 자기 연구실에 돌아와 라우에와 제임스의 상을 녹여놓은 용액이 무사히 남아있는 것을 확인하고, 노벨상과 금을 용액으로부터 추출해냈다. 추출된 금은 왕립 스웨덴 과학 아카데미와 노벨 재단에 보내졌고, 다시 메달로 주조되어 라우에와 프랑크에게 돌아갔다.

## 같이 보기
- 질산
- 염산
- 금
- 피라냐 용액